# Jonathan Schell
Jonathan Schell Edward (21 de agosto de 1943 - 25 de marzo de 2014) fue un escritor y profesor estadounidense; visitante en la Universidad de Yale, cuyo trabajo se centra principalmente en las campañas contra las armas nucleares.

## Carrera
Su trabajo apareció en The Nation, The New Yorker, y TomDispatch. The Fate of the Earth recibió el Premio Los Ángeles Times Book, entre otros premios, y fue nominado para el Premio Pulitzer, el Premio Nacional de Literatura y el Premio Nacional de la Crítica.
Desde 1967 hasta 1987, escribió para The New Yorker, donde trabajó como redactor jefe de la revista en la sección Notes and Comment. Fue columnista de Newsday desde 1990 hasta 1996. Fue profesor en varias universidades, entre ellas Princeton, Emory, la Universidad de Nueva York, la New School, la Universidad Wesleyan y la Escuela de Derecho de Yale. En el momento de su muerte era profesor visitante en la Universidad de Yale.
A principios de la década de 1980, Schell escribió una serie de artículos en The New Yorker (publicados posteriormente en 1982 como The Fate of the Earth), que jugaron un papel decisivo en el aumento de la conciencia pública sobre los peligros de la carrera de armamentos nucleares. Se convirtió en un persistente defensor para el desarme y un mundo libre de armas nucleares.
En 1987 se convirtió en miembro del Instituto de Política en la Escuela de Gobierno John F. Kennedy y en 2002, miembro de Shorenstein Center de la Escuela Kennedy de la Prensa, Política y Política Pública. En 2003, fue profesor visitante en la Escuela de Derecho de Yale, y en 2005, un distinguido investigador visitante en el Centro de Yale para el Estudio de la Globalización.
Desde 1998 hasta su muerte en 2014 fue un miembro distinguido del Instituto Nación y corresponsal de Paz y Desarme para la revista The Nation.
En 2002 y 2003, Schell fue un persistente crítico de la invasión de Irak. Desde entonces ha comentado: "No parece ser una carrera para encontrar a las personas que estaban en lo correcto sobre Irak e instalarlos en los principales medios".

## Publicaciones selectas
- The Village of Ben Suc (1967)
- The Military Half (1968)
- The Time of Illusion (1976)
- The Fate of the Earth (1982)
- The Abolition (1984)
- History in Sherman Park (1987)
- The Real War (1988)
- Observing the Nixon Years (1989)
- The Gift of Time: The Case for Abolishing Nuclear Weapons Now (1998)
- The Unfinished Twentieth Century (2001)
- The Unconquerable World: Power, Nonviolence, and the Will of the People (2003),
- A Hole in the World (2004)
- The Jonathan Schell Reader: On the United States at War, the Long Crisis of the American Republic, and the Fate of the Earth (2006)
- The Seventh Decade: The New Shape of Nuclear Danger (2007)